# ناتان دکوکه
ناتان دکوکه (انگلیسی: Nathan Dekoke؛ زادهٔ ۶ ژانویهٔ ۱۹۹۶) بازیکن فوتبال اهل فرانسه است.
از باشگاه‌هایی که در آن بازی کرده‌است می‌توان به باشگاه فوتبال سن-اتین اشاره کرد.